# Samuel Johnson (Philosoph)

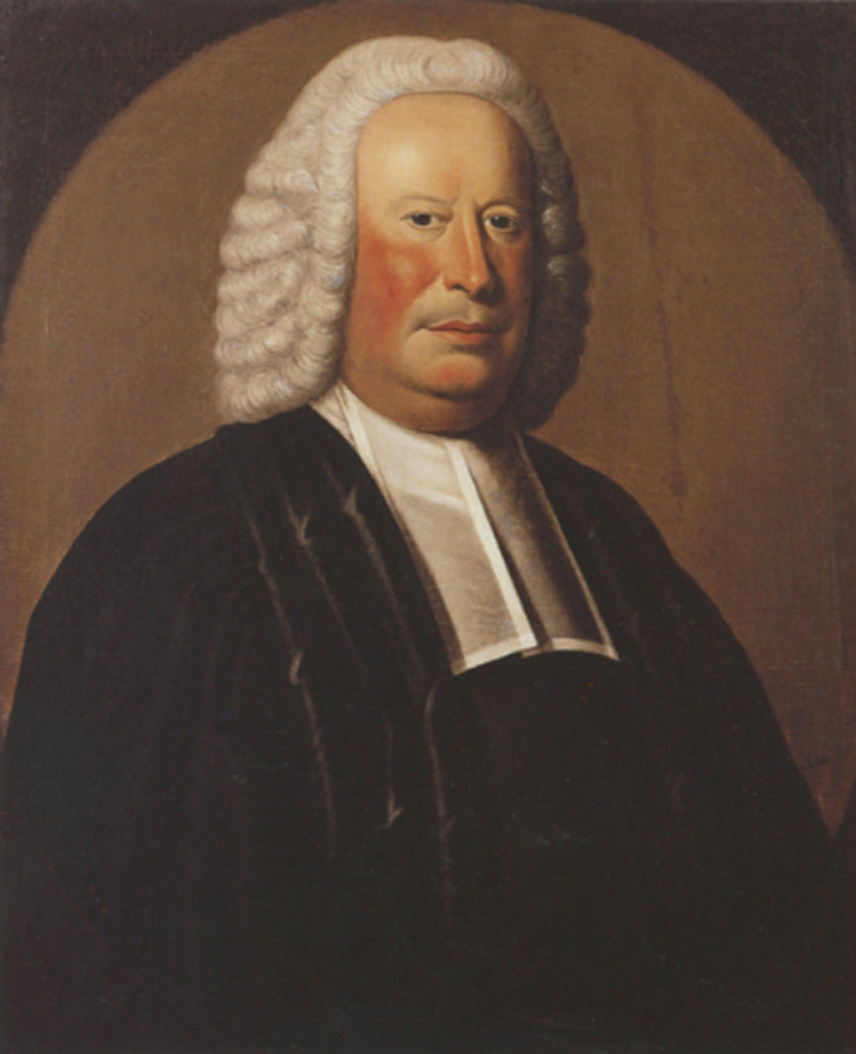
Samuel Johnson (etwa 1761)

Samuel Johnson (* 14. Oktober 1696 in Guilford; † 6. Januar 1772 in Stratford) war ein britisch-amerikanischer Geistlicher, Philosoph und erster Präsident des King’s College.

## Leben
Samuel Johnson war der Sohn des Walkers Samuel Johnson und dessen Frau Mary Sage. Er begann mit 14 Jahren ein Studium an der Collegiate School (dem heutigen Yale College), das er 1714 abschloss. Dort lernte er mit Hilfe der Bibliothek des Kolonialagenten Jeremiah Dummer die Ideen der Aufklärung kennen. Nach einigen Jahren als Lehrer in seiner Heimatstadt Guilford berief man ihn 1716 als Tutor an die Collegiate School, wo er bis 1719 blieb. 1725 heiratete er Charity Floyd, die Tochter einer prominenten New Yorker Familie. Sie hatten zwei Söhne. Nach dem Tod seiner ersten Frau 1758 heiratete er 1761 Sarah Beach, die zwei Jahre später starb.
1720 wurde Johnson zum Pastor West Havens ordiniert. Seine Zweifel an der damals in Connecticut geltenden kongregationalistischen Ordnung führten ihn jedoch 1722 mit drei weiteren Geistlichen nach England, wo Johnson zum Anglikanismus übertrat und neu ordiniert wurde. 1723 kehrte er als Missionar der Society for the Propagation of the Gospel nach Amerika zurück, wo er am Ersten Weihnachtstag 1724 die erste anglikanische Kirche Connecticuts in Stratford eröffnete. Johnsons Projekt, den Anglikanismus in Neuengland zu etablieren, konnte trotz beträchtlichen Widerstands einige Erfolge verzeichnen. Er gründete weitere anglikanische Kirchen in Connecticut, Rhode Island und New York, deren Priester er eigenhändig ausbildete – ein Seminar der Church of England war in Amerika nämlich noch nicht gegründet worden. Zu diesen Priestern gehörte Samuel Seabury, der nach Johnsons Tod der erste Bischof der Episkopalkirche der Vereinigten Staaten wurde.
Johnson wurde auch schriftstellerisch aktiv. Neben verschiedenen Verteidigungsschriften des Anglikanismus verfasste er vor allem philosophische Werke. Sein Buch An Introduction to Philosophy (1731), das 1746 als Ethices Elementa; or, The First Principles of Moral Philosophy und 1756 von Benjamin Franklin als Elementa Philosophica in erweiterter Ausgabe neu veröffentlicht wurde, diente zu seinen Lebzeiten an mehreren amerikanischen Universitäten als Lehrwerk. Weitere seiner Werke waren A Letter from Aristocles to Authades (1745) und A New System of Morality (1746). Johnson stand der Philosophie der Aufklärung nahe und war ein Anhänger George Berkeleys, dessen Lehren er in den 13 Kolonien verbreitete.
1754 bis 1763 diente Johnson als der erste Präsident des King’s College in New York, der heutigen Columbia University. Unter seiner Führung wurden an der Universität nicht nur die Classics, sondern auch Naturwissenschaften, Geschichte, moderne Philosophie, Jura und Landwirtschaft gelehrt. Ihm gelang es, die neu gegründete Hochschule anglikanisch auszurichten.
Johnsons verstarb 1772.